# José Artulino Besen
José Artulino Besen (Antônio Carlos, 17 de setembro de 1949 - Antônio Carlos, 3 de agosto de 2024) foi um sacerdote católico e escritor brasileiro.

## Vida
De origem alemã, era bacharel em filosofia, com especialização em História da Igreja pela Comissão de Estudos de História da Igreja na América Latina.

## Carreira
Foi titular da cadeira 13 da Academia Catarinense de Letras, empossado em 15 de outubro de 1981.

## Obras
- Manual de Música (1969), 2ª ed. 1972
- Azambuja — 100 anos (1977)
- Dom Joaquim Domingues de Oliveira (1979)
- São Joaquim de Garopaba — Recordações da Freguesia (1980)
- A Matriz de todos nós (1980)
- O Clero Catarinense — 1500-1983 (1983)
- Anuário da Arquidiocese de Florianópolis (1983)
- O Pai nos reúne (1989)
- Nos Sertões do São Francisco (1993)
- Instante da Prece (1994)
- Dom Jaime de Barros Câmara (1994)
- Dom Afonso Niehues — A Palavra do Pastor (1994)
- É bom ser Cristão (1995)
- Antônio, o Santo do Povo (1999)
- Madre Paulina — uma Surpresa de Deus (1999)
- São Francisco, o Poeta da Criação (1999)
- Teresinha, a Grande Missionária (1998)
- A Igreja do Brasil — 500 anos (2000)
- José de Nazaré — Esposo e Pai (2000)
- Santa Rita de Cássia (2002)
- Seminário de Azambuja (2002)
- Madre Teresa de Calcutá (2003)
- São Benedito (2003)
- Santa Luzia (2004)
- São Sebastião (2004)
- Azambuja – 100 Anos de Santuário (2005)
- O Universo Religioso (coautor) (2005)
- A Igreja do Santíssimo Sacramento de Itajaí – História, Teologia e Beleza (2005)
- Pais e Mães do Deserto (2006)
- História da Igreja no Brasil – O Evangelho Acolhido Pelos Pobres (2012)
- História de Nossa Senhora do Desterro (2013)
- História na Igreja em Santa Catarina (2014)
- História de Bispos em Santa Catarina (2014)
- História de Padres em Santa Catarina (2015)